# Heptatoma
Heptatoma is een vliegengeslacht uit de familie van de dazen (Tabanidae).

## Soorten
- H. pellucens

Langsprietdaas (Fabricius, 1776)